# Departamento de Languiñeo
Departamento de Languiñeo är en kommun i Argentina.   Den ligger i provinsen Chubut, i den sydvästra delen av landet, 1 400 km sydväst om huvudstaden Buenos Aires. Antalet invånare är 3 017. Arean är 15 339 kvadratkilometer.
Terrängen i Departamento de Languiñeo är kuperad österut, men västerut är den bergig.
Omgivningarna runt Departamento de Languiñeo är i huvudsak ett öppet busklandskap. Trakten runt Departamento de Languiñeo är nära nog obefolkad, med mindre än två invånare per kvadratkilometer.